# مقاطعة بندخان
مقاطعة بندخان هي تقسيم إداري في ولاية صرخنداريا في أوزبكستان.